# 古新町 (高松市)
古新町（ふるじんまち）は、香川県高松市中心部の町丁。郵便番号は760-0025。住居表示に関する法律に基づく住居表示は実施されていない。

## 地理
高松市役所より0.4km、高松市中心部の都心に位置し、市道末広町錦町線を挟んだ北側と南側を町域とする東西に長い両側町である。当町の中央を分断する形で中央通りが貫通しており、付近は四国地方における企業の拠点が集積し域内有数の中心業務地区を形成している。そのため2005年まで当町にあった公示地価における標準地は香川県内最高値を付けていた（この標準地は同場所にあった東明ビルの建て替えに伴い削除され、新たに隣接する磨屋町のあなぶきセントラルビルが標準地となった）。
2015年国勢調査による人口は314人（男152人/女162人）、世帯数は206世帯、面積は2万6766.007m2、人口密度は1万1731.3人/km2。公立小学校・中学校の校区は全域が新番丁小学校・紫雲中学校に属している。
町内における都市計画法に基づく用途地域は全域が商業地域で、容積率は中央通りを挟んだ東西の街区が600%、それ以東が500%、以西が400%である。

## 歴史
町名の由来は、新しく設置された町の意で当初は単に新町と呼ばれていたが、後に城下内に南新町や今新町などの新町ができるに及んで古新町となった。
寛永17年（1640年頃）の高松城下絵図では新町として描かれている。地内には国方和平が開いた寺子屋があり、1875年（明治8年）に私立小学校として認可されて啓廸小学校となったと推定される。このほかに私塾として渡辺依中によって開かれた渡辺塾がある。1890年（明治23年）2月15日にはそれまで城下町各町の集合体であった高松の区域を以って市制を施行して高松市が成立し、古新町はその一部となった。1902年（明治35年）には四国新聞社の前身2社の一つである讃岐実業新聞社が設立され、後に讃岐日報さらに四国民報と改称される。昭和初期には当町の中央部に記念道路（現・中央通り）が南進し、町を東西に分断する形になった。
1945年（昭和20年）7月4日未明にはアメリカ軍による無差別絨毯爆撃「高松空襲」を受け、焼失率100%で町内全てが灰燼に帰した。空襲で壊滅的な被害を受けた高松市中心部では大部分で土地区画整理事業（戦災復興土地区画整理事業）が施行され、古新町も全域が第一工区第一次区域として区画整理の対象となった。この区画整理事業の完工となる換地処分公告は1958年（昭和33年）7月10日である。その翌日7月11日の地番整理を以って町域が変わり、当町の一部が兵庫町及び築地町へ編入され、同時に外磨屋町、兵庫町、西新通町及び一番丁の各一部を当町に編入した。

## 主要施設
掲載順は地番の順序による
- 三井住友海上高松ビル - 旧ビルは2020年に解体され、新ビルは2022年7月に竣工した。
- 東明ビル
- 香川県酒造組合
- 四国証券会館
- 豊嶋歯科医院
- ホテル福屋
- ダイアパレス古新町
- 高松スクエアビル（旧四国パナソニックビル）
- リーガホテルゼスト高松・穴吹エンタープライズ本社[9]
- 野村證券高松支店